# Фолліс (Оклахома)
Фолліс (англ. Fallis) — місто (англ. town) в США, в окрузі Лінкольн штату Оклахома. Населення — 21 особа (2020).

## Географія
Фолліс розташований за координатами 35°44′59″ пн. ш. 97°7′6″ зх. д. / 35.74972° пн. ш. 97.11833° зх. д. (35.749844, -97.118325).  За даними Бюро перепису населення США в 2010 році місто мало площу 0,76 км², уся площа — суходіл.

## Демографія
Згідно з переписом 2010 року, у місті мешкало 27 осіб у 12 домогосподарствах у складі 9 родин. Густота населення становила 36 осіб/км².  Було 17 помешкань (22/км²).
Расовий склад населення:
| - 88,9 % — білих - 11,1 % — осіб інших рас |

До двох чи більше рас належало 0,0 %. Частка іспаномовних становила 11,1 % від усіх жителів.
За віковим діапазоном населення розподілялося таким чином: 7,4 % — особи молодші 18 років, 85,2 % — особи у віці 18—64 років, 7,4 % — особи у віці 65 років та старші. Медіана віку мешканця становила 50,3 року. На 100 осіб жіночої статі у місті припадало 107,7 чоловіків;  на 100 жінок у віці від 18 років та старших — 92,3 чоловіків також старших 18 років.
Цивільне працевлаштоване населення становило 13 особи. Основні галузі зайнятості: освіта, охорона здоров'я та соціальна допомога — 61,5 %, транспорт — 30,8 %, мистецтво, розваги та відпочинок — 7,7 %.